# Grumantbyen
 (novembre 2024).
Si vous disposez d'ouvrages ou d'articles de référence ou si vous connaissez des sites web de qualité traitant du thème abordé ici, merci de compléter l'article en donnant les références utiles à sa vérifiabilité et en les liant à la section « Notes et références ».

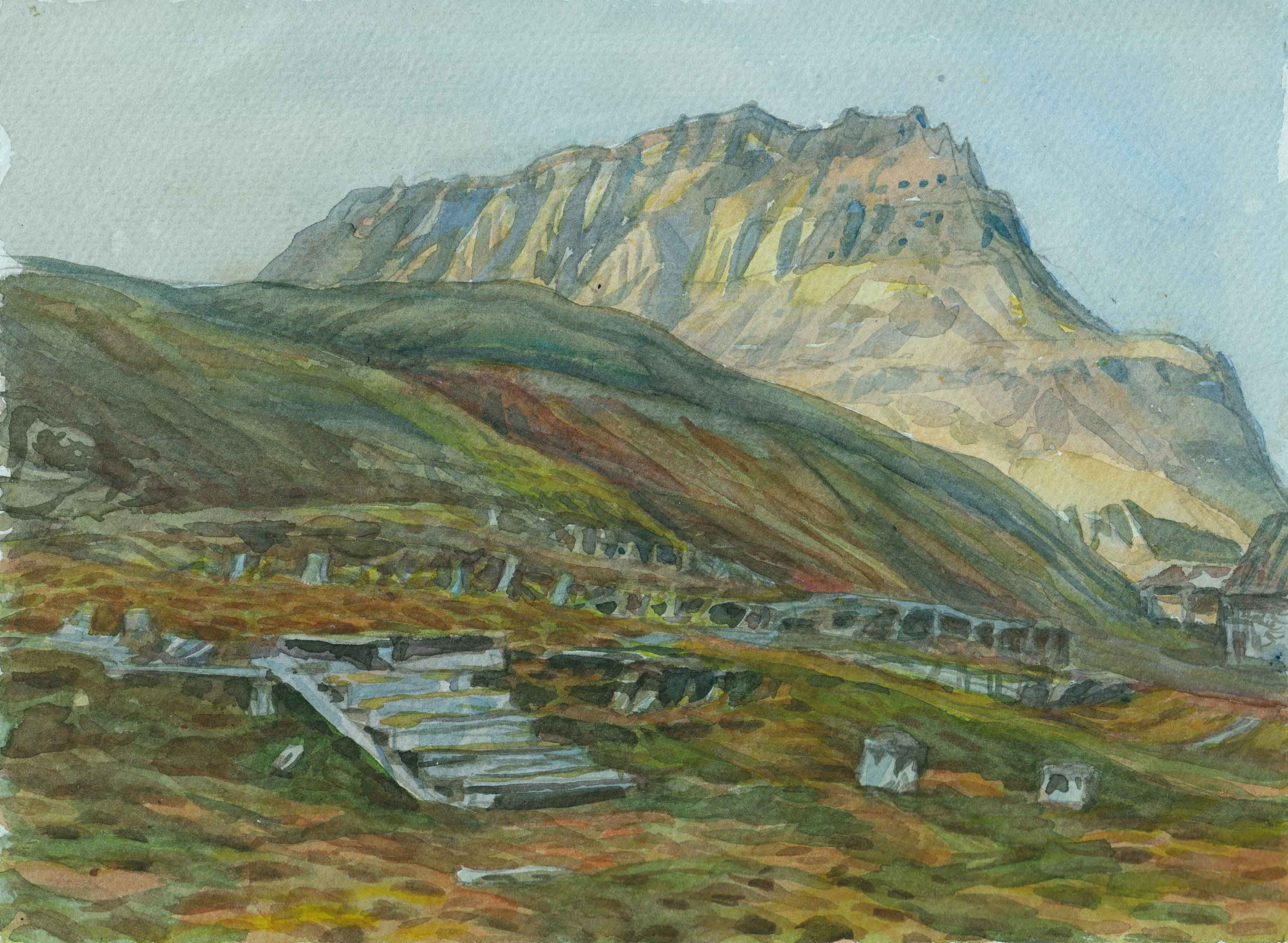
Grumantbyen, aquarelle de M. Presniakov, 2014.

Grumantbyen ou Grumant, ancien établissement minier russe, est aujourd'hui l'une des nombreuses villes fantômes du Svalbard (Norvège), avec Advent City, Pyramiden ou Colesbukta.
La communauté fut établie sur la rive est de l'Isfjorden, à mi-chemin entre Longyearbyen et Barentsburg, au début des années 1910.
L'exploitation des puits miniers aux alentours nécessita la construction d'un petit chemin de fer à voie étroite (0,40m), pour rejoindre la cité toute proche de Colesbukta.
Comme pour toutes les autres communautés minières, la production chuta et tout fut rapidement abandonné et laissé sur place : rails, maisons, outils, ossements... Rien n'a bougé depuis 1961, année d'abandon de l'établissement minier.
Une étude des sols récemment[Quand ?] menée a permis de revaloriser un certain nombre de sites, dont Grumantbyen. Une nouvelle exploitation de l'établissement pourrait ainsi être à l'ordre du jour à court ou moyen terme, dans les prochaines années.